# Californienøen
Med Californienøen tænkes på en europæisk misforståelse fra det 16. århundrede, om at Californien ikke er en del af det nordamerikanske fastland, men i stedet en ø, og at den Californiske Bugt derfor må være området imellem fastland og ø. Misforståelsen gik igen på flere kort op igennem det 17. og 18. århundrede.